# British Antarctic Survey
El British Antarctic Survey (BAS), traducido como Relevamiento Antártico Británico o Prospección Antártica Británica, es una institución nacional del Reino Unido dedicada a la investigación de la Antártida. El BAS es parte del Natural Environment Research Council (NERC) y tiene más de 400 empleados. Opera cinco estaciones de investigación, dos barcos y cinco aviones en y cerca de la Antártida. Trabaja en proyectos de investigación conjuntos con más de 40 universidades británicas y más de 120 instituciones colaboradoras nacionales e internacionales.

## Historia
La Operación Tabarin fue una pequeña expedición británica en 1943 para establecer bases permanentes en la Antártida. Fue un emprendimiento conjunto del Almirantazgo Británico y la Secretaría de Estado para las Colonias (Oficina Colonial). Al finalizar la Segunda Guerra Mundial fue renombrado como Falkland Islands Dependencies Survey (FIDS) y quedó bajo dependencia plena de la Oficina Colonial. En ese momento había cuatro estaciones, tres ocupadas y una desocupada. Para el momento en que el FIDS fue renombrado a British Antarctic Survey en 1962, 19 estaciones y tres refugios habían sido establecidas.
El explorador antártico sir Vivian Fuchs fue director del BAS de 1958 a 1973.

## Bases

### Bases en la Antártida
El BAS opera cinco bases en el Territorio Antártico Británico (British Antarctic Territory):
- Base Rothera (Rothera Research Station), en la isla Adelaida.
- Base Halley (Halley Research Station), en la barrera de hielo Brunt.
- Base Signy (Signy Research Station), en la isla Signy.
- Base Fossil Bluff (Fossil Bluff Logistics Facility) instalaciones logísticas en la isla Alejandro I.
- Aeródromo Sky Blu (Sky Blu Logistics Facility) instalaciones logísticas en la Tierra de Ellsworth.

De esas bases, solo Rothera y Halley son instalaciones permanentes durante todo el año. Las demás operan solo durante el verano antártico.
La Base Faraday fue mantenida hasta 1996, cuando fue cedida a Ucrania, que la renombró como Base Akademik Vernadsky.
Desde 1996 la histórica base en puerto Lockroy en la isla Goudier ha sido habilitada como Herencia Antártica del Reino Unido durante el verano antártico. Recibiendo cerca de 10 000 visitantes al año, es uno de los sitios más visitados en el continente. Los visitantes pueden realizar un tour por el museo, comprar souvenirs, enviar correo y ver la gran colonia de pingüinos gentoo.

### Bases en las islas Georgias del Sur
El BAS también opera dos bases permanentes en las islas Georgias del Sur:
- King Edward Point (King Edward Point Research Station) en la isla San Pedro
- Base Isla Bird (Bird Island Research Station) en la isla Bird

### Otros sitios
El cuartel general del BAS está en el Reino Unido, en la ciudad universitaria de Cambridge. Allí se le provee de oficinas, laboratorios y talleres para sostener las actividades científicas y logísticas en la Antártida.
El BAS también opera la Base Ny-Ålesund (Ny-Ålesund Arctic Research Station) en nombre del NERC. Es una base ártica localizada en Ny-Ålesund en la isla noruega de Spitsbergen.

## Equipamientos

### Barcos

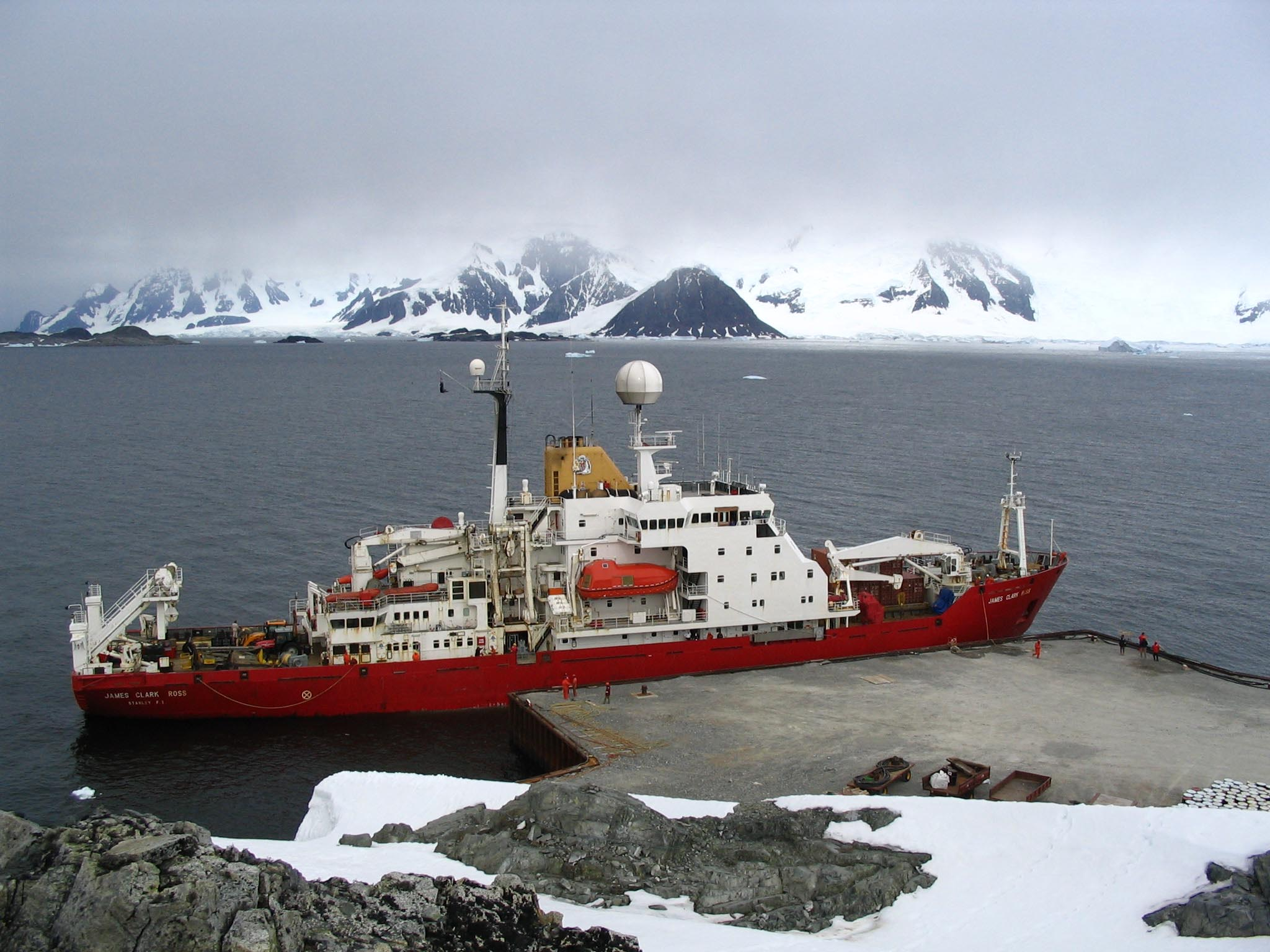
RRS James Clark Ross en Rothera.

El BAS opera dos barcos en soporte de sus programas de investigación antárticos. Ambos barcos tienen capacidades de investigación adicionales, el RRS James Clark Ross es primeramente un buque de investigación oceanográfica, mientras que el RRS Ernest Shackleton es primeramente un barco logístico usado para el reabastecimiento de las estaciones científicas.
Ambos barcos zarpan del Reino Unido en septiembre u octubre de cada año y retornan al Reino Unido en el siguiente mayo o junio. Ambos barcos son reacondicionados durante el invierno antártico, pero también son usados en otros lugares durante ese período. El James Clark Ross a veces es utilizado para investigaciones científicas para otras organizaciones en el Ártico, mientras que el Ernest Shackleton se alquila para investigaciones comerciales.
Los dos barcos civiles operados por el BAS son complementados por las capacidades del HMS Endurance (A171), patrullero polar de la Marina Real que opera en las mismas aguas. El Endurance tiene dos helicópteros Westland Lynx disponibles para que el personal del BAS puede alcanzar sitios remotos a los que los sus aviones no pueden acceder.

### Aviones
El BAS opera cinco aviones en soporte de sus programas de investigación en la Antártida. Estos aviones son cuatro de Havilland Canada Twin Otter y un de Havilland Canada Dash 7. Durante el verano antártico los aviones están basados en la Base Rothera, que tiene una pista de 900 metros. Durante el invierno antártico los aviones retornan al Reino Unido.
El Dash 7 realiza vuelos regulares entre el aeropuerto de Puerto Stanley (Port Stanley) en las Islas Malvinas, o Punta Arenas en Chile, y Rothera. También opera hacia y desde la pista de hielo en el Aeródromo Sky Blu. Los más pequeños Twin Otters están equipados con esquíes para aterrizar en la nieve o el hielo en áreas remotas, y opera fuera de las bases en Rothera, Fossil Bluff, Halley y Sky Blu.
En enero de 2008 los científicos del British Antarctic Survey liderados por Hugh Corr y David Vaughan, informaron (en la revista Nature Geoscience) de que 2200 años atrás, un volcán hizo erupción bajo la capa de hielo de la Antártida (basados en investigaciones aeréas con imágenes de radar). La más grande erupción en los últimos 10 000 años, la ceniza volcánica fue encontrada depositada en la superficie del hielo bajo las Montañas Hudson, cerca del Glaciar Pine Island.